# جکیوا دا پریا
جکیوا دا پریا (به پرتغالی: Jequiá da Praia) یک منطقهٔ مسکونی در برزیل است که در آلاگواس واقع شده‌است. جکیوا دا پریا ۳۳۸٫۶۰۰ کیلومتر مربع مساحت و ۱۱٬۵۳۶ نفر جمعیت دارد.